# 鹿児島五社
鹿児島五社（かごしまごしゃ）は、鹿児島県鹿児島市の上町地区にある、島津氏が勧請したと言われる5つの神社を指す。また上町地区にあることから上町五社（かんまちごしゃ）とも呼ばれる。場所は鹿児島市中心部から見て北東の鬼門に集中的に立地している。
かつては薩摩藩が手厚く庇護し大規模だったところが多いが、近代に入り車社会の発達で郊外にある大神社へのアクセスも容易になったことや、照国神社などの新興の神社に押されて、社殿の存在しない神社もあった。その後更に見直され南方神社は2010年に社殿が再建された。

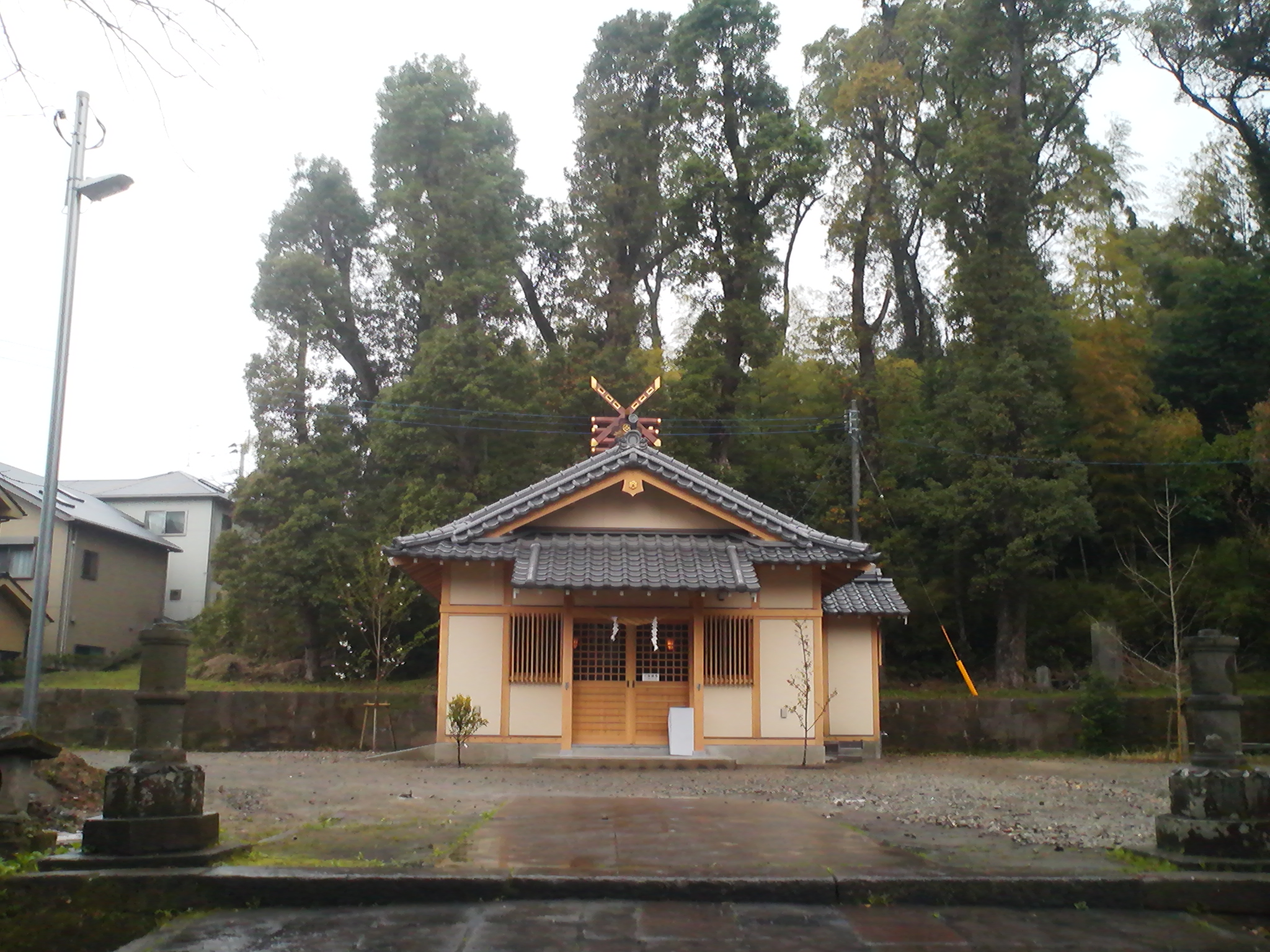
一位：南方神社 （諏訪神社）
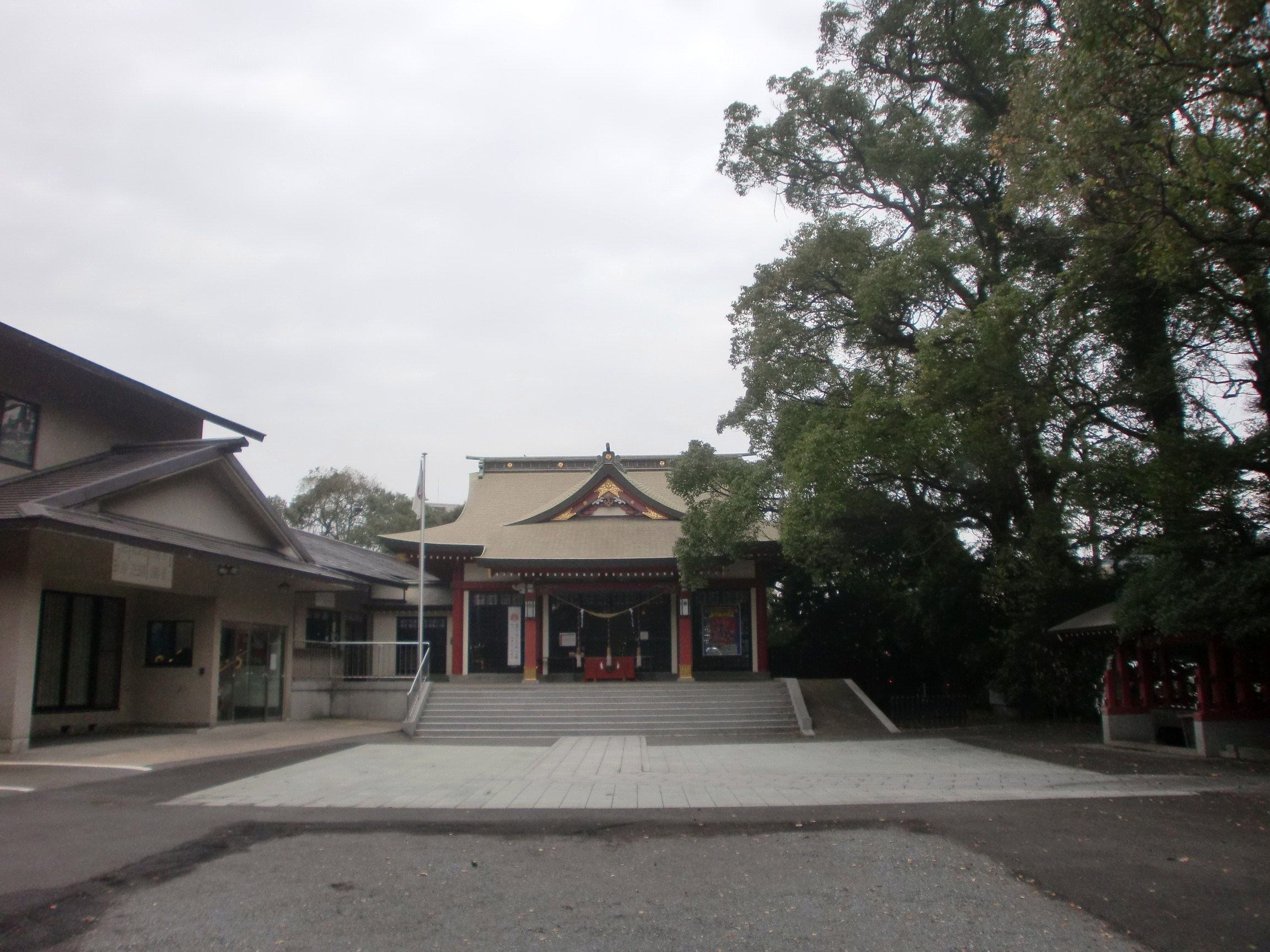
二位：八坂神社
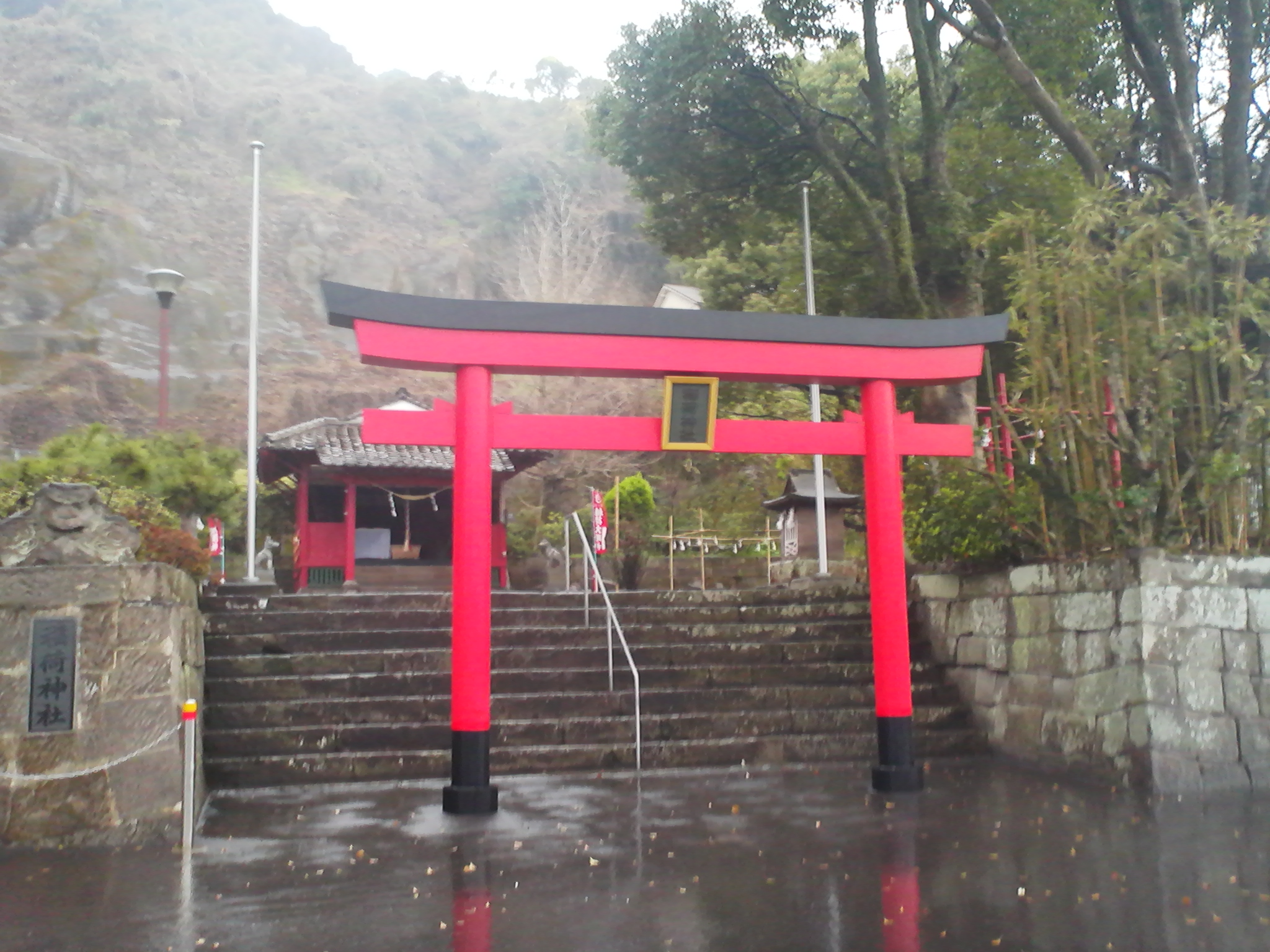
三位：稲荷神社 （鹿児島稲荷神社）
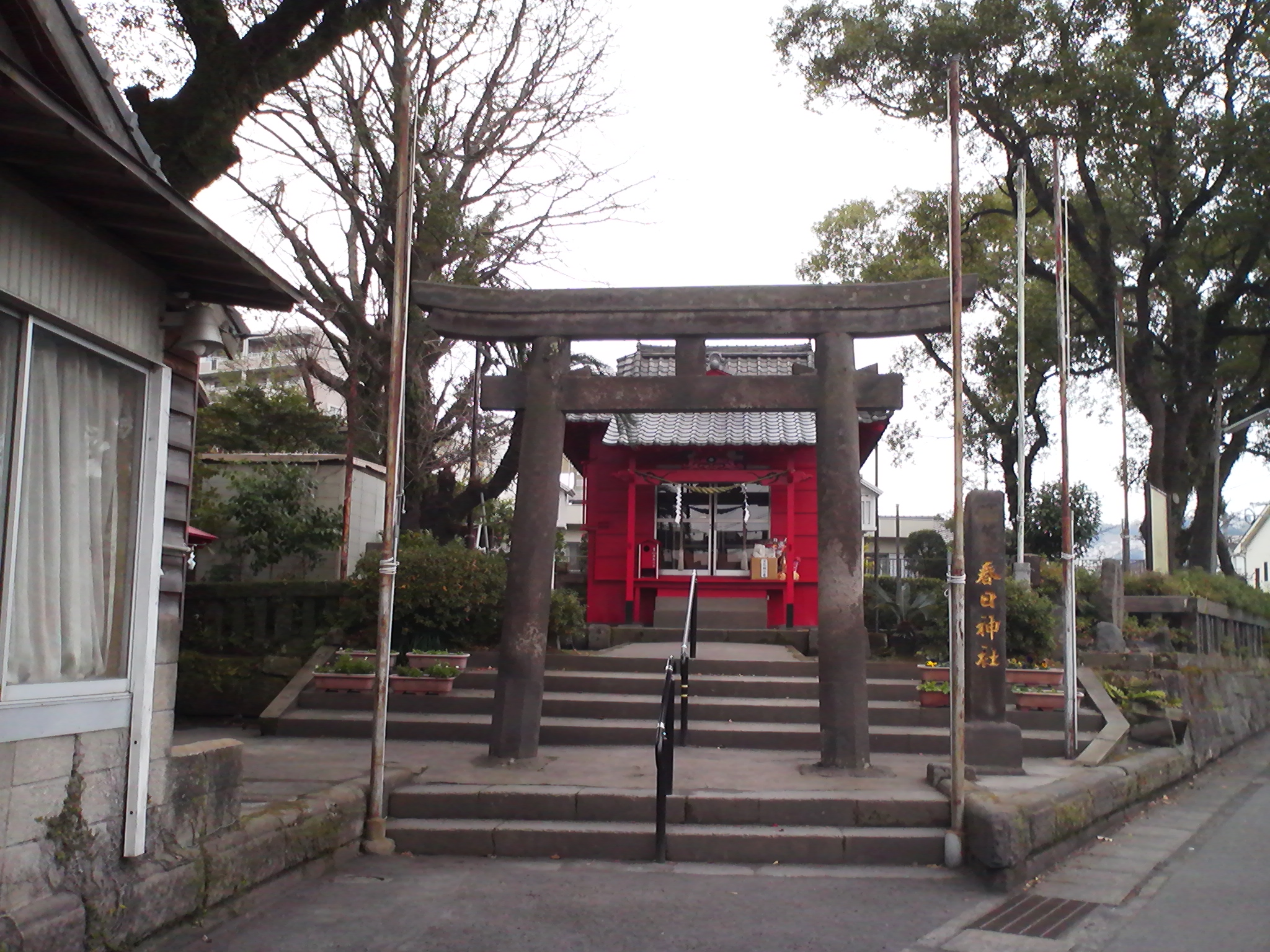
四位：春日神社
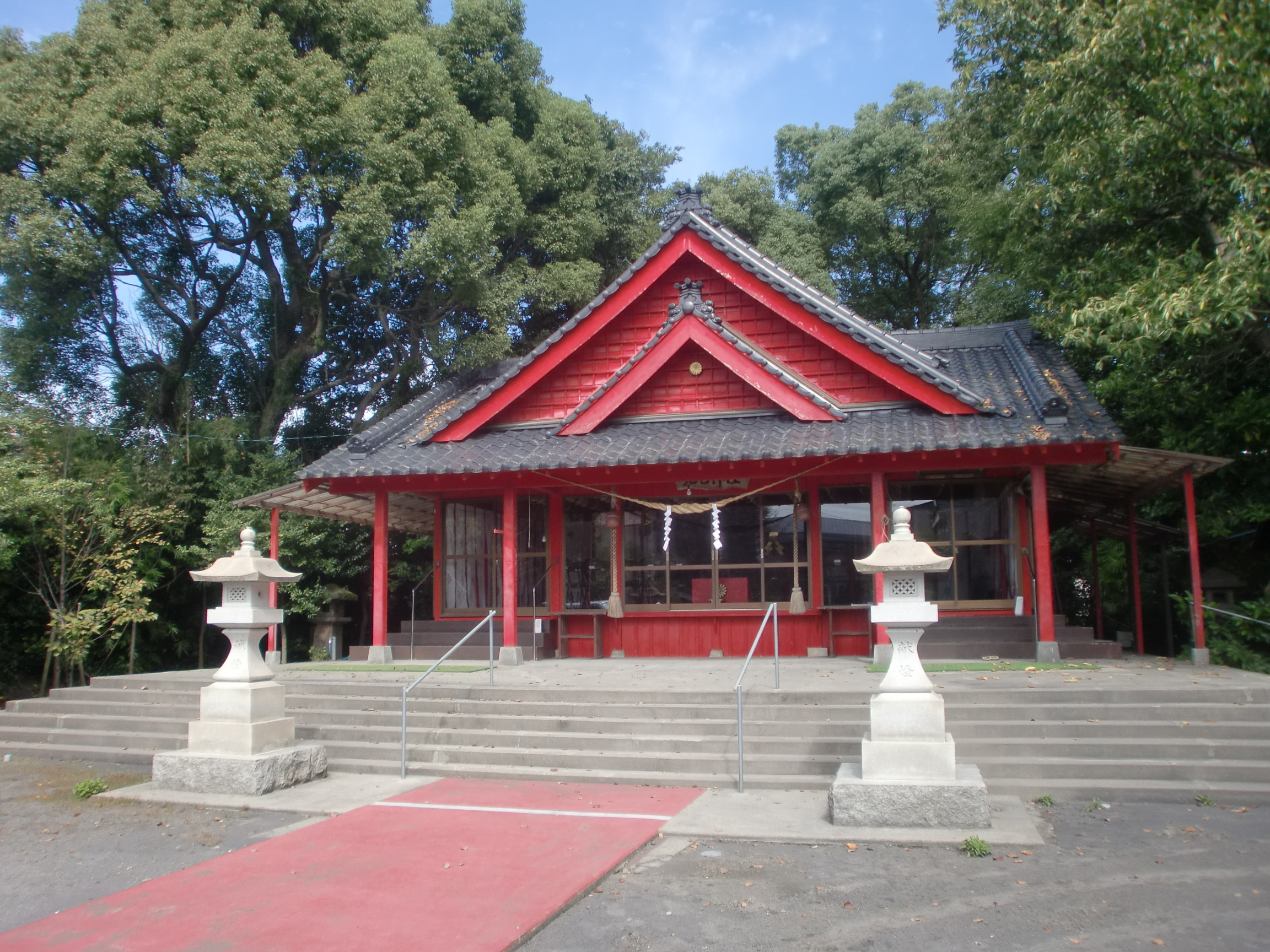
五位：若宮神社